# Alain Rohr
Alain Rohr (* 25. Dezember 1971 in Bern) ist ein ehemaliger Schweizer Sprinter und Hürdenläufer.
Er hält den Schweizer Rekord über 400 Meter in der Halle mit 45,92 s, gelaufen am 13. Februar 2000 in Magglingen. 
In der 4-mal-400-Meter-Staffel schied er bei den Leichtathletik-Weltmeisterschaften 1995 in Göteborg im Vorlauf aus und erreichte bei den Olympischen Spielen in Atlanta den Halbfinal.
Bei den Europameisterschaften 1998 in Budapest kam er mit dem Schweizer Quartett auf den fünften Platz. Bei den Weltmeisterschaften 1999 in Sevilla stellte die Schweizer 4-mal-400-Meter-Stafette in der Besetzung Laurent Clerc, Mathias Rusterholz, Rohr und Marcel Schelbert im Vorlauf mit 3:02,46 min den aktuellen Schweizer Rekord auf, verpasste aber dennoch den Einzug in den Final.
2000 wurde Rohr bei den Halleneuropameisterschaften in Gent Fünfter über 400 Meter. Bei den Olympischen Spielen in Sydney kam er mit der Schweizer Stafette nicht über den Vorlauf hinaus. 2001 schied er bei den Hallenweltmeisterschaften in Lissabon über 400 Meter und bei den Weltmeisterschaften in Edmonton über 400 Meter Hürden jeweils in der ersten Runde aus.
Bei den Hallenweltmeisterschaften 2004 in Budapest wurde er mit der Schweizer 4-mal-400-Meter-Stafette Vierter. Im Vorlauf stellte das Quartett in der Besetzung Rohr, Cédric El-Idrissi, Martin Leiser und Andreas Oggenfuss mit 3:09,04 min den aktuellen Schweizer Hallenrekord auf.
1998 und 2002 wurde er Schweizer Meister über 400 Meter, 2001 über 400 Meter Hürden.

## Persönliche Bestzeiten
- 400 m: 45,77 s, 13. August 2000, La Chaux-de-Fonds
  - Halle: 45,92 s, 13. Februar 2000, Magglingen (Schweizer Rekord)
- 400 m Hürden: 49,19 s, 4. Juli 2001, Lausanne
- 300 m 33,30 s, 1. Juni 2000, Langenthal
- 200 m: 21,10 s, 15. August 2004, Freiburg